# Flandres

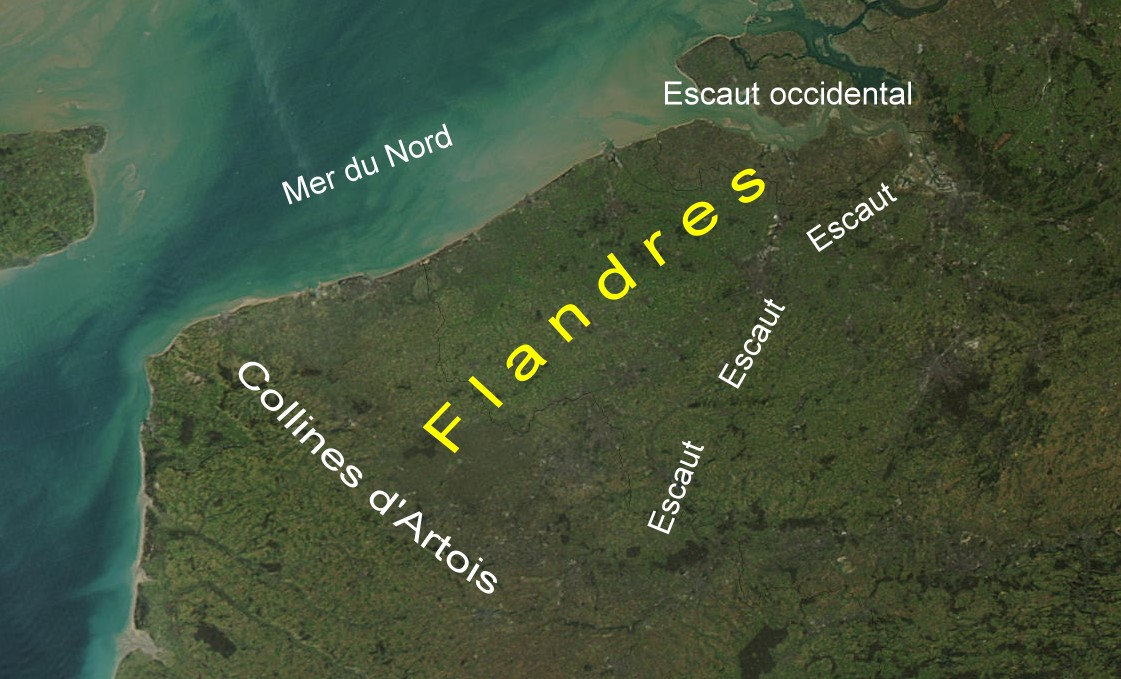
Mapa da Flandres

A Flandres (em francês: Flandre; em neerlandês: Vlaanderen) é uma região geográfica e histórica no noroeste da Europa. Atualmente a maior parte do território da Flandres histórica constitui a Bélgica, enquanto que a parte sudoeste pertence à França e a extremidade norte aos Países Baixos.
Desde a Idade Média — quando na maior parte do tempo coincidiu, ainda que nem sempre exatamente, com os territórios do Condado da Flandres — que é uma região muito rica, tanto economicamente como culturalmente.
A planície da Flandres tem cerca de km² de área e estende-se desde as colinas de Artois, nos departamentos franceses de Somme e Pas-de-Calais, que constituem os seus limites ocidentais e sudoeste, até à foz do rio Escalda, a norte de Antuérpia, na província da Zelândia dos Países Baixos. O Escalda constitui igualmente o limite oriental da planície.
Subdivisões administrativas que partilham áreas que historicamente foram (ou ainda são) consideradas parte da Flandres:[carece de fontes?]
- França — parte norte do departmento do Norte e cinco comunas de Pas-de-Calais
- Bélgica — Flandres belga; constitui a parte norte do país, onde se fala quase exclusivamente neerlandês, localmente chamado flamengo.
- Países Baixos — Flandres Zelandesa (em neerlandês: Zeeuws-Vlaanderen); na zona fronteiriça com a Bélgica